# 해피 땡큐 유 모어 프리즈
《해피 땡큐 유 모어 프리즈》(영어: Happythankyoumoreplease)는 미국에서 제작된 조시 래드너 감독의 2010년 코미디 드라마 영화이다. 말린 오케르만, 케이트 메라, 파블로 슈라이버, 조이 커잰, 조시 래드너 등이 출연하였고, 제시 하라 등이 제작에 참여하였다.
2010년 1월 20일 제26회 선댄스 영화제에서 첫 상영되었으며, 심사위원상 후보에 오르고 관객상을 수상하였다. 미국 로스앤젤레스와 뉴욕에서 2011년 3월 4일 개봉하였다.

## 출연
- 조시 래드너
- 말린 오케르만
- 케이트 메라
- 파블로 슈라이버
- 조이 커잰
- 마이클 알지에리
- 토니 헤일
- 제이컵 애플먼
- 데이나 배런
- 수나 빌스테드
- 지미 게리 주니어
- 리처드 젱킨스
- 마나 콘
- 피터 스캐너비노

## 기타 제작진
- 협력 제작: 브라이언 쇼낵
- 배역: 제시카 켈리, 수잰 크롤리
- 미술: 제이드 힐리
- 세트: 스콧 쿠지오